# Ceremonia de apertura del Parlamento del Reino Unido

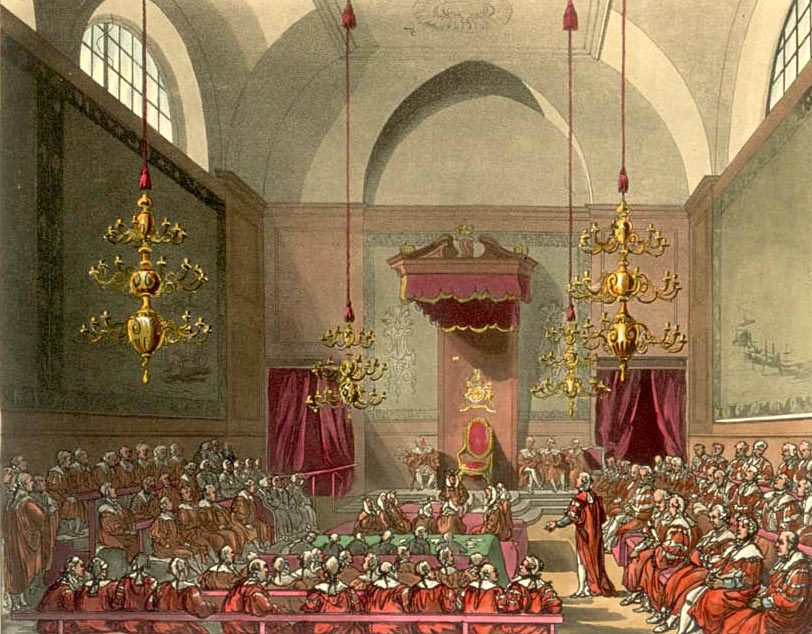
La Cámara de los Lores dibujada por Augustus Pugin y Thomas Rowlandson para Microcosm de Ackermann de Londres (1808-11). Esta cámara se quemó en el incendio de 1834.

En el Reino Unido, la ceremonia de apertura del Parlamento es un evento anual que se realiza generalmente en mayo y marca el inicio de sesiones del Parlamento. Se realiza en la Cámara de los Lores después de la primera asamblea del Parlamento resultado de una elección general. Luego esta se realizaría todos los meses de noviembre de ahí en adelante.
La ceremonia de apertura es un evento pomposo. En primer lugar, los sótanos del palacio de Westminster son examinados para prevenir complots similares a la conspiración de la pólvora de 1605, un intento fallido de católicos ingleses para hacer detonar las Cámaras del Parlamento y asesinar al rey protestante y la aristocracia.
El Monarca llega al palacio de Westminster en un carroza tirada por caballos, ingresando por la Entrada del Soberano ubicada en la parte inferior de la Torre Victoria. Después de colocarse la Toga de Estado y la Corona del Estado Imperial en el Salón de la Toga (Robing Chamber), entra a la Cámara de los Lores y toma asiento en el trono. Mientras tanto, la bandera nacional es bajada del mástil sobre la Torre Victoria, y el estandarte real es izado en su lugar, donde queda hasta que el monarca abandona el palacio, en la misma moda como al palacio de Buckingham. La ceremonia se realiza tradicionalmente en el Salón de la Cámara de los Lores en lugar de realizarse en la Cámara de los Comunes, debido a una costumbre iniciada en el siglo XVII. En 1642, el rey Carlos I entró a la Cámara de los Comunes e intentó arrestar a cinco miembros del parlamento. El Speaker (presidente), desafió al rey, negándose a revelarle donde se encontraban escondidos los miembros que eran buscados. Desde este incidente, ningún monarca ha entrado en la Cámara de los Comunes.
- Datos: Q1550193
- Multimedia: State Opening of Parliament of the United Kingdom / Q1550193